# Bryum kunzei
Bryum kunzei là một loài Rêu trong họ Bryaceae. Loài này được Hornsch. mô tả khoa học đầu tiên năm 1819.